# Quellflur bei Staig
Quellflur bei Staig este o arie protejată (arie specială de conservare — SAC, sit de importanță comunitară — SCI) din Germania întinsă pe o suprafață de 0,76 ha, integral pe uscat.

## Localizare
Centrul sitului Quellflur bei Staig este situat la coordonatele 47°47′07″N 10°14′38″E / 47.7853°N 10.2439°E.

## Înființare
Situl Quellflur bei Staig a fost declarat sit de importanță comunitară în martie 2001 pentru a proteja un număr necunoscut de specii din flora spontană și fauna sălbatică aflate în arealul zonei. Situl a fost protejat și ca arie specială de conservare în aprilie 2016.

## Biodiversitate
Situată în ecoregiunea continentală, aria protejată conține 1 habitat natural: Izvoare petrifiante cu formare de travertin (Cratoneurion).
La baza desemnării sitului se află un număr nedeclarat de specii protejate.